# ناحیه مونتاگ، میشیگان
ناحیه مونتاگ (به انگلیسی: Montague Township) یک منطقهٔ مسکونی در ایالات متحده آمریکا است که در شهرستان موسکگون، میشیگان واقع شده‌است.
 ناحیه مونتاگ ۴۹٫۹ کیلومتر مربع مساحت و ۱٬۶۰۰ نفر جمعیت دارد و ۳۱۰ متر بالاتر از سطح دریا واقع شده‌است.